# Morley (Mondkrater)
Morley ist ein kleiner Einschlagkrater auf der Mondvorderseite südwestlich des Mare Spumans, südöstlich des Kraters Hargreaves.
Der Krater ist schüsselförmig und mäßig erodiert.
Der Krater wurde 1976 von der IAU nach dem US-amerikanischen Chemiker Edward W. Morley offiziell benannt.